# Stefano Ignazio Melchioni
Stefano Ignazio Melchioni (Melide o Meride, 1765 – Novara, 24 marzo 1837) è stato un ingegnere e architetto svizzero naturalizzato italiano.
È ricordato come uno dei più importanti architetti novaresi della prima metà del XIX secolo.

## Biografia

### Giovinezza e formazione
Nacque nel 1765 a Melide, un piccolo paese del Canton Ticino, da un'antica famiglia di architetti e artisti ticinesi. Alcune fonti riportano anno e luogo diverso: rispettivamente 1766 e Meride o Mendrisio. Il padre, Giovanni Antonio, nel 1753 era stato incaricato di realizzare il campanile della basilica di San Gaudenzio, progettato da Benedetto Alfieri.
Lo stesso padre, date le attività che costantemente lo trattenevano a Novara, chiamò a sé il figlio e nella città gaudenziana lo avviò agli studi classici.
Studiò poi ingegneria ed architettura all'Università di Torino, divenendo architetto civile il 13 agosto 1787. Più tardi si specializzò anche nel campo dell'idraulica. Prima ancora di terminare gli studi pubblicò la dissertazione Riflessioni sul metodo ordinario di misurare le dispense o pontate de' fiumi per sezioni irregolari: il valore della pubblicazione fu tale che gli consentì di abbreviare la durata degli studi di due anni e gli valse l'ammissione all'Accademia delle Scienze di Torino in qualità di socio corrispondente il 29 maggio 1791.

### Primi anni di attività
Nel 1793 fu chiamato a Novara dal cavalier Giuseppe Langhi, per il rifacimento delle facciate di Corso Cavallotti e la ristrutturazione di Palazzo Leonardi, quest'ultimo proprietà dello stesso Langhi.

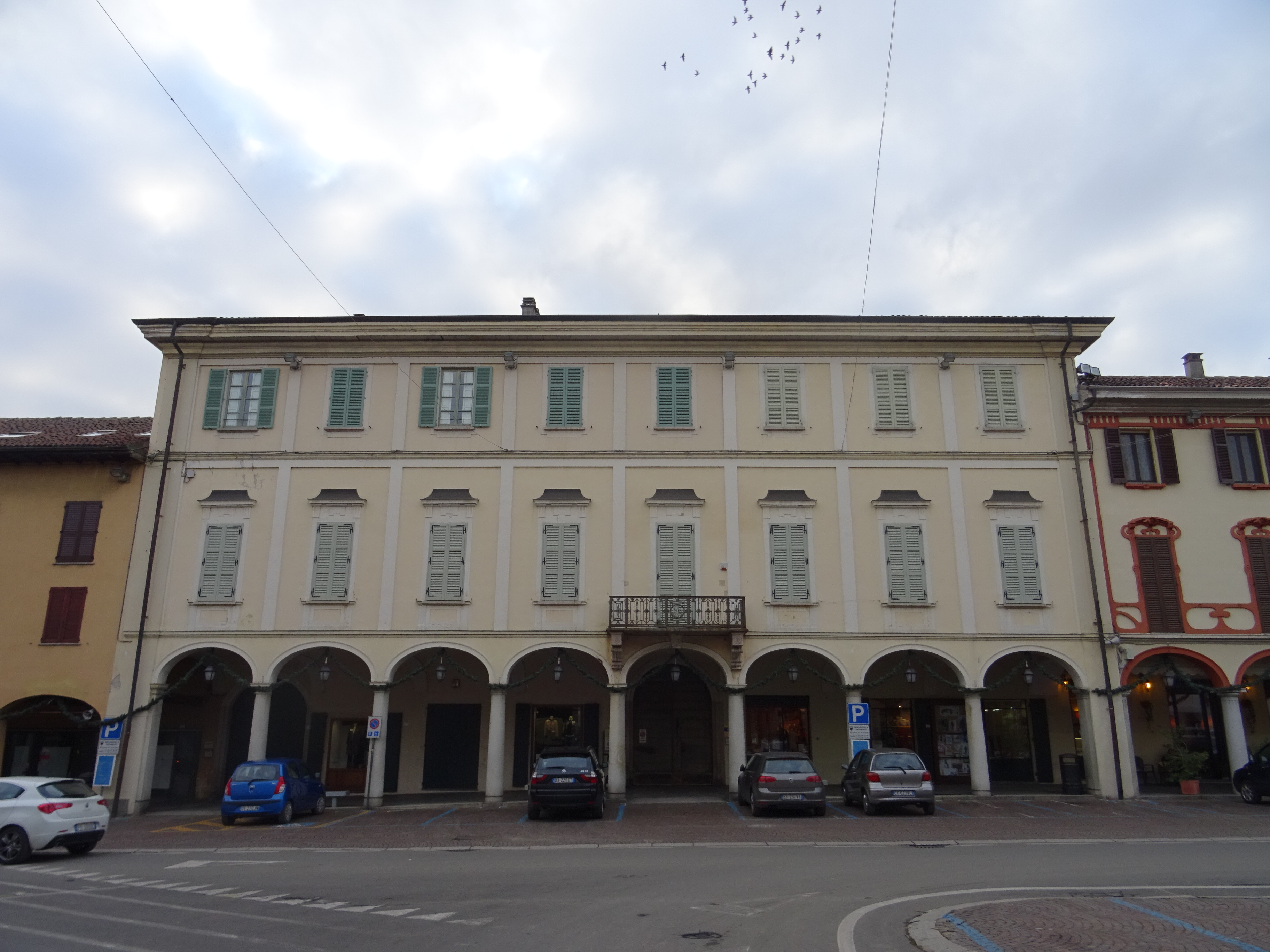
Palazzo Bellini ad Oleggio

Nello stesso decennio fu attivo anche ad Oleggio, dove gli furono affidati un'importante ristrutturazione di Palazzo Bellini, alla cui architettura e decorazione Melchioni diede una forte impronta neoclassica, e il progetto del viale alberato antistante il Santuario di Santa Maria Assunta, in frazione Loreto.

### Il Dipartimento dell'Agogna
Durante l'occupazione napoleonica fece rapidamente carriera in seno al Dipartimento dell'Agogna: ne divenne ingegnere nel 1802, consultore idraulico nel 1804 e ingegnere capo nel 1806.

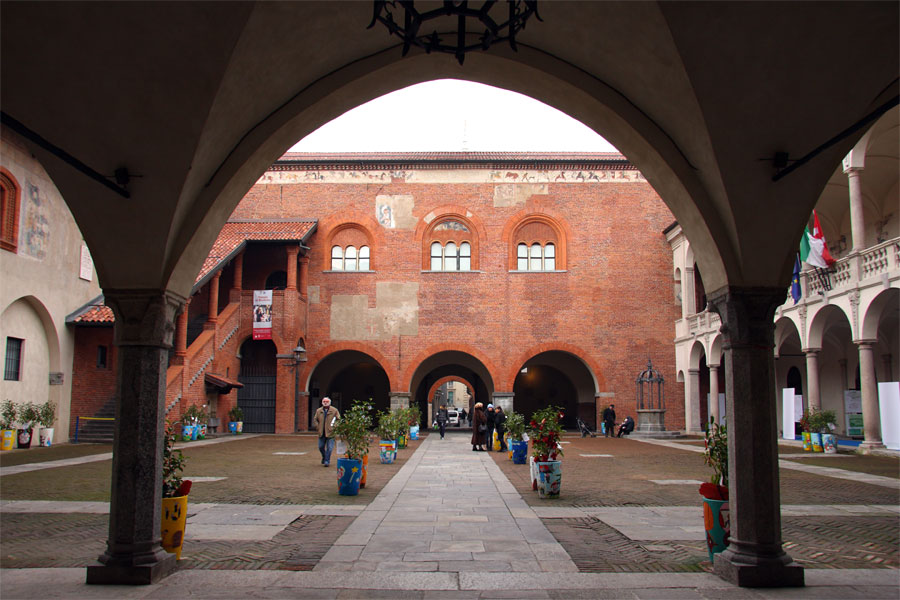
Il Broletto a Novara

Nel 1800 la nuova amministrazione dispose che gli uffici giudiziari della città fossero spostati nei palazzi del Broletto. L'ingegnere Stefano Ignazio Melchioni e l'architetto Luigi Orelli, i più quotati professionisti novaresi del tempo, furono incaricati di dirigere i lavori per adeguare la struttura alle nuove funzioni. Tuttavia il giudizio sul loro operato da parte degli esperti nei decenni successivi fu marcatamente negativo: gli interventi di fatto snaturarono le caratteristiche interne e gli antichi equilibri volumetrici degli edifici. Inoltre la manomissione dei passaggi e delle aperture compromise il necessario collegamento diretto tra il Broletto stesso, sede del mercato, e le numerose attività artigianali collocate nell'attigua strada che conduceva a Piazza delle Erbe. L'aspetto originario sarebbe stato recuperato solo tra gli anni '20 e gli anni '30 del secolo successivo, grazie ai lavori di restauro diretti dall'architetto Giovanni Lazanio e dall'ingegnere Giuseppe Bronzini.

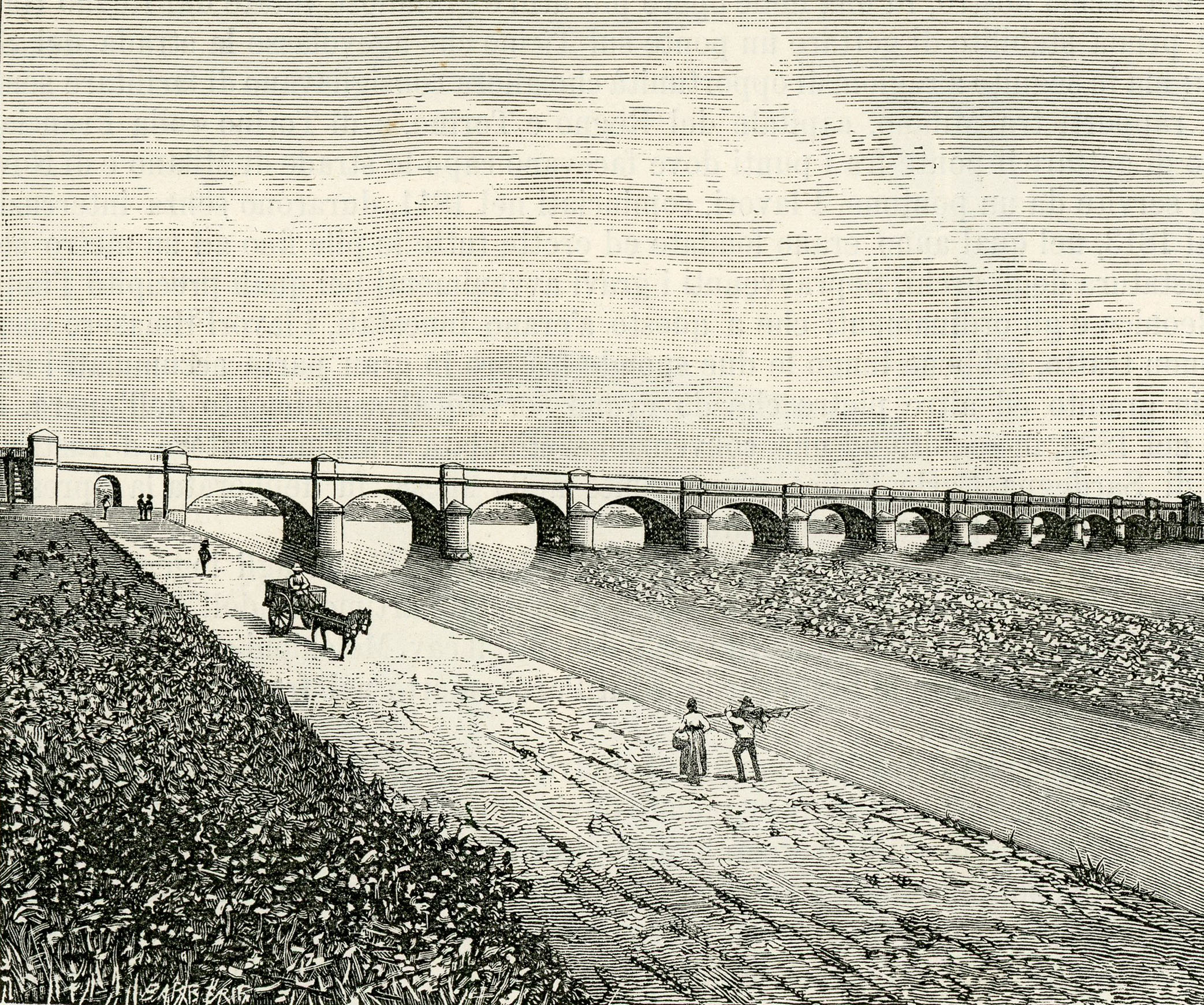
Il ponte sul Ticino in una xilografia di Giuseppe Barberis, 1894

L'opera più significativa per cui è noto è il ponte sul Ticino a Boffalora, per il quale collaborò con l'ingegner Carlo Parea ed altri tecnici. Si racconta che il 27 novembre 1807 Napoleone in persona ne comandò la realizzazione a Melchioni, in un momento di rabbia per esser rimasto bloccato nel suo viaggio verso Venezia dal fiume ingrossato per le forti precipitazioni. L'opera fu iniziata nel 1808 e nel 1813 tutto il fondamento era ultimato, tuttavia l'opera fu terminata solo nel 1827 a causa dei vari capovolgimenti politici. La sua realizzazione vide in gioco il prestigio dell'amministrazione del napoleonico Regno d'Italia, che doveva dimostrare un avanzamento tecnico tale da reggere il confronto con le costruzioni francesi.

### La Restaurazione
All'inizio degli anni '20 Melchioni si dedicò all'ampliamento dell'Ospedale della Carità di Novara, che era stato costruito nel 1628 all'interno delle mura cittadine dopo la distruzione della struttura originale in Sant'Agabio da parte degli spagnoli. Il suo progetto mirava ad incasellare l'edificio in un più generale discorso di decoro urbano, il cui fine ultimo era la realizzazione della città nuova, che stava prendendo forma già dall'inizio del secolo. Il progetto, che verteva sull'idea della grande corsia, non fu tuttavia realizzato. Sarebbe stato ripreso, aggiornato e finalmente realizzato solo alcuni decenni più tardi da Alessandro Antonelli.
Nel 1823 l'amministrazione cittadina acquisì una porzione dell'ex monastero della Maddalena, da destinare in parte all'Ufficio d'Insinuazione ed in parte all'Archivio Notarile. Melchioni eseguì una perizia per verificare che la seconda fosse effettivamente adeguata alla funzione di Archivio Notarile. L'esecuzione dei lavori di adeguamento fu poi affidata alla direzione dell'ingegnere Luigi Orelli.
A Melchioni si devono inoltre varie strutture di carattere religioso, sia in Novara che in provincia. A Novara realizzò l'altare di Sant'Adalgiso nella Basilica di San Gaudenzio nel 1829, quindi presbiterio e coro del Duomo di Novara, progettati originariamente nel 1797 ma riprogettati e finalmente realizzati tra il 1831 e il 1836. Delle opere in provincia si ricordano la ristrutturazione e l'ampliamento del monastero delle Figlie della Carità a Grignasco nel 1828, seguiti in contemporanea ad altri lavori sulla chiesa parrocchiale, e la costruzione dello scurolo del beato Pacifico a Cerano nel 1831.

### Ultimi anni
Per il merito di aver costruito il ponte sul Ticino, fu nominato cavaliere dell'Ordine dei Santi Maurizio e Lazzaro da re Carlo Felice e della Corona ferrea dall'imperatore austriaco Francesco I. Nel 1833 ottenne inoltre da re  Carlo Alberto il titolo di barone, trasmissibile ai suoi discendenti.
Morì a Novara il venerdì santo (24 marzo) del 1837 e la moglie Giuseppina Basilico lo seguì dieci giorni più tardi. L'avvocato Francesco Antonio Bianchini, eminente storico novarese, fu incaricato di scriverne l'epitaffio:
IL GAUDIO DEL SIGNORE PREGATE
AL BARONE STEFANO IGNAZIO MELCHIONI
CAVALIERE MAURIZIANO E DELLA CORONA DI FERRO
MAGGIORE ISPETTORE GENERALE DEL GENIO CIVILE
ARCHITETTO ED IDRAULICO INSIGNE.
EGLI
MODELLO DELLE ANTICHE VIRTU'
ALLE CONTRADDIZIONI DEGLI UOMINI E DE' TEMPI
AL FASTO ED ALLE UMANE BLANDIZIE
VISSE STRANIERO.
PER QUELLA SUA BELL'ANIMA
ALLA PIETA' ALL'ONESTADE COMPOSTA
PER I MODI CORTESI E L'INDOLE CONCILIATRICE
DAI BUONI DAI TRISTI DA TUTTI
ERA LODATO ESTIMATO AMMIRATO.
DELLA SVA SAPIENZA A MONUMENTO PERENNE
MAGNIFICO STUPENDO PONTE
AL TICINO SENZA OSTENTAZIONE IMPOSE.
NON AVITI NÈ SOLLECITATI O COMPRI
EBBE GLI ONORI
AL SOLO EMINENTE SUO MERITO
FURONO DAGLI IMPERADORI E DAI RE COMPARTITI.
CONSORTE AFFETTUOSO E FORTUNATO PADRE
DI VIRTUOSA PROLE
L'OPEROSA SUA CARRIERA D'ANNI LXXI
CON CRISTO NEL VENERDI' SANTO COMPIVA
PER RISORGERE CON CRISTO AGLI ALLELUIA DEL CIELO.
Lasciò tutti i beni ai famigliari, che avevano seguito le sue orme in campo professionale.

## Ingegnere idraulico
Oltre alle opere precedentemente citate, relative al campo edile, Melchioni è ricordato per numerosi interventi di gestione delle acque. Alcuni esempi: la creazione del cavo del duca Gallarati-Scotti mediante prosciugamento della palude di Vinzaglio e le derivazioni del Tanaro e della Sesia rispettivamente per i marchesi di San Marzano e di Breme.

## Riconoscimenti
Il comune di Novara gli intitolò una via il 22 giugno 1906: una traversa del corso Torino, nel quartiere San Martino.

## Pubblicazioni
- Riflessioni sul metodo ordinario di misurare le dispense o portate de' fiumi per sezioni irregolari, Torino, 1789[20]